# Shlomo Mintz
Shlomo Mintz (în ebraică:שלמה מינץ n. 30 octombrie 1957, Moscova, RSFS Rusă, URSS)
este un violonist, violist, dirijor și pedagog israelian originar din Rusia.

## Biografie
S-a născut la Moscova într-o familie de evrei, părinții săi fiind Abram Mintz și Eva, născută Labko. In 1959 ,la vârsta de 2 ani, a emigrat împreună cu familia în Israel.
De mic copil a învățat vioara cu profesoara Ilona Fehér. Ea l-a prezentat apoi renumitului virtuoz Isaac Stern, care i-a devenit principalul mentor.
Mintz și-a început cariera la vârsta de 11 ani când a cântat prima data ca solist cu Filarmonica israeliană dirijată de Zubin Mehta, interpretând concertul de vioară nr.1 de Paganini. Mehta îl rugase să-l înlocuiască pe Itzhak Perlman care se îmbolnăvise.
La  16 ani Shlomo Mintz a debutat la Carnegie Hall, cântând împreună cu Orchestra simfonică din Pittsburgh.
Shlomo Mintz a dirijat unele din cele mai importante orchestre simfonice din Europa, Japonia și Israel. Între anii 1989-1993 a fost consilierul muzical al Orchestrei de cameră israeliene.
Între anii 1994-1998  a fost dirijor oaspete al orchestrei simfonice din Maastricht. Din anul 2002 este directorul artistic al festivalului muzical din Sion, Elveția și președintele juriului concursului internațional de vioară care are loc în această localitate.
In Israel el conduce cursurile  internaționale de vară „Keshet Eilon” organizate în kibuțul Eilon destinate tinerilor dotați pentru instrumenetele de coarde.

## Premii și semne de omagiu
- Membru al Academiei Chigi
- Doctor honoris causa al Universității Ben Gurion din Beer Sheva